# منتخب آيسلندا لهوكي الجليد للناشئين
منتخب آيسلندا لهوكي الجليد للناشئين هو ممثل آيسلندا الرسمي في المنافسات الدولية في هوكي الجليد للناشئين
.